# 1217
1217 (MCCXVII) je bilo navadno leto, ki se je po julijanskem koledarju začelo na nedeljo.

## Dogodki

### Prva baronska vojna
- Ker dobi vojna vse značilnosti angleško-francoske vojne, še več upornih baronov zamenja politične tabore in se priključi rojalistom ter s tem priseže zvestobo mladoletnemu angleškemu kralju Henriku III. proti francoski vojski Ludvika VIII.
- Ker izgubi Ludvik veliko mož, poskusi dobiti nove okrepitve iz Francije, ki jih dovaža najemniški pirat Evstacij Menih. Na poti proti jugu do obale je Ludvikova vojska izpostavljena gverilskim napadom, zato izgubi še več mož.
- 12. maj - Čezmorsko komunikacijo s Francijo ovira rojalistični Dover, zato ga sklene Ludvik z na novo prispelimi silami ponovno oblegati, kar pa je slabo za ostale uporne barone, ki jim v boju proti rojalistom tudi kronično primanjkuje vojske.
- 15. maj - Bitka pri Lincolnu: rojalisti pod vodstvom kambronormanskega grofa Williama Marshala odločujoče porazijo uporne barone pod vodstvom francoskega grofa du Percheja. Po zmagi oplenijo mesto Lincoln.

- avgust - Bitka pri Dovru: pod vodstvom najemniškega pirata Evstacija Meniha prispejo čez Kanal nove francoske okrepitve. Še preden se izkrcajo, jih preseneti angleška flota, ki jo vodi Hubert de Burgh, 1. grof Kent. Angleži se poslužijo kemičnega vojskovanja, saj izkoristijo vetrovne razmere in Francoze zaslepijo z apnom ter nato uničijo tri četrtine njihove flote. Evstacij Menih pobegne.
- 24. avgust - Bitka pri Sandwichu: končna in odločujoča zmaga rojalistov proti upornim baronom in Francozom. V pomorski bitki Angleži ponovno izkoristijo vetrovne razmere in s pomočjo lokostrelcev odločijo bitko. Pirata Evstacija Meniha na mestu obglavijo, ostale pridržijo za odkupnine.↓
- 11. september → Sklenjen je mirovni Sporazum v Lambehtu. Francoski kronski princ Ludvik VIII. se odpove angleški kroni, angleškim upornikom je v zameno za amnestijo naloženo, da financirajo umik francoske vojske in izplačajo Ludviku odškodnino.
- Velika listina svoboščin je ponovno revidirana. Tokrat so dodani členi, ki omogočajo svobodnjakom prost dostop do kraljevih gozdov in izkoriščanje njihovih virov.

### Rekonkvista in peta križarska vojna
- 6. junij - Na glavo kastiljskega mladoletnega kralja Henrika I. pade razmajana strešna opeka in ga na mestu ubije. Njegov zadolženi dvornik in skrbnik Álvaro Núñez poskuša prikriti smrt kralja. Po zaslugi vohunov zaroto najprej odkrije kraljeva najstarejša sestra in regentinja Berengarija Kastiljska, ki nastavi za novega kralja svojega sina Ferdinanda III.. Po sporazumu iz Sahagúna je namreč do kastiljske krone upravičen tudi kralj Leóna Alfonz IX., posredno pa še francoski kronski princ Ludvik VIII. 1218 ↔
- 2. avgust - Portugalska: nemška flota na poti v Zamorje napravi ekskurz in ponudi pomoč portugalskemu kralju Afonzu II. pri obleganju mavrskega mesta Alcácer do Sal.
- 23. avgust - Avstijsko in ogrsko križarsko vojsko pod vodstvom avstrijskega vojvode Leopolda VI. in kralja Andreja II. prepeljejo Benečani proti plačilu v Sveto deželo. Tega dne izpljujejo iz Splita.
- 11. september - Nemški križarji in Portugalci premagajo almohadsko vojsko, ki poskuša pomagati obleganemu mestu Alcácer do Sal.

- oktober - Akkon: vojni posvet zbranih voditeljev križarjev, predstavniki viteških redov in jeruzalemske krone.
- 18. oktober - Ko prispejo še Kastiljci, se mesto Alcácer do Sal preda Portugalcem. Nemški križarji potem nadaljujejo pomorsko pot proti Sveti deželi.
- november - Zarotnik Álvaro Núñez je ujet in prisiljen da preda svoje gradove novemu kastiljskemu kralju Ferdinandu III.
- 10. november - Sirsko-egiptovskega sultana Al-Adila doleti nova križarska vojna povsem nepripravljenega. Tega dne ga premaga avstrijsko-ogrska vojska blizu Betsajde. Sirci se umaknejo nazaj v utrjena mesta. Reši jih predvsem okoliščina, da so napadi avstrijsko-ogrskih križarjev predvsem ekspedicijski, saj je bil že na Četrtem lateranskem koncilu za glavni cilj napada izbran Egipt. 1218 ↔
- september - Francozi se večinoma ne udeležijo pete križarske vojne, ker so polno zaposleni z albižansko križarsko vojno. Uporniška vojska pod vodstvom grofa Rajmonda VI. preide v protiofenzivo in zavzame Toulouse. Križarji pod vodstvom Simona Montforškega prično oblegati mesto. 1218 ↔

### Ostalo po Evropi
- 9. april - Rim, Konstantinopel: za novega latinskega cesarja Konstantinopla je v Rimu za novega latinskega cesarja kronan Peter II. Courtenayjski, ki se po kronanju odpravi na pot proti Konstantinoplu. Ker je nepreviden, ga ujame in zapre epirski vladar Teodor Komnen Dukas, ki obnovi sovražnosti s Solunskim kraljestvom. Regentstvo prevzame njegova soproga Jolanda Flandrijska, ki še istega leta prepriča Bolgare v sklenitev zavezništva. 1219 ↔
- 23. april - Umrlega norveškega kralja Ingeja II. nasledi Hakon IV.
- 25. april - Umrlega turinškega deželnega grofa Hermana I. nasledi Ludvik IV.
- 21. september - Bitka na dan Svetega Mateja: zmaga nemških križarjev s spreobrnjenimi livonskimi in latgalijskimi zavezniki nad konfederacijo estonskih poganskih plemen.
- Štefan Prvovenčani dobi kraljevsko krono od papeža Honorija III. in s tem vzpostavi samostojnost srbske pravoslavne cerkve, kar pa verjetno ni bil papežev motiv.
- S smrtjo papeža Inocenca III. se rimsko-nemški cesar Friderik II. ponovno okliče za sicilskega kralja (v škodo svojemu mladoletnemu sinu Henriku).
- V aragonsko mesto Teruel je postavljena zgodba o dveh zaljubljencev Diega in Izabele, ki po nepredvidenem spletu okoliščin doživita to leto svoj tragični konec.

### Azija
- Medtem ko mongolski general Džebe (Puščica) vodi uspešno vojaško kampanjo proti Karakitanom in njihovemu voditelju Kučluku, Džingiskan pooblasti generala Mukalija za vojaške operacije na severu Kitajske. Še isto leto Mukali opustoši rodovitne province Hebei, Shandong in severni Shaanxi.
- Vojska cesarstva Jin napade cesarstvo Južni Song in s tem prekrši večdesetletno premirje s to dinastijo. Zaradi težavnega položaja na severu z Mongoli upajo na širitev proti jugu.
- Razpon horezmijskega cesarstva doseže vrhunec. Horezmijski šah Muhamed II. nadzoruje osrednjo Azijo od Transoksanje do Perzijskega zaliva. Od abasidskega kalifa Al-Nasirja zahteva, da se mu podredi, kar ta kategorično zavrne. Horezmijsko vojsko med prečkanjem gorovja Zagros onemogoči snežni vihar. 1218 ↔

## Rojstva
- 3. maj - Henrik I., ciprski kralj († 1253)
- Baldvin II. Konstantinopelski, zadnji latinski cesar († 1273)
- Barnim I., vojvoda Pomeranije († 1278)
- Bonifacij Savojski, canterburyjski nadškof († 1270)
- Henrik Gentski, flandrijski teolog in filozof († 1293)
- Ivan I., bretonski vojvoda († 1286)
- Jurij Akropolit, bizantinski diplomat in zgodovinar († 1282)
- Sundiata Keita, kralj ljudstva Mandinka, ustanovitelj Malijskega imperija († 1255)

## Smrti
- 23. april - Inge II., norveški kralj (* 1185)
- 25. april - Herman I., deželni grof Turingije (* 1155)
- 6. junij - Henrik I., kastiljski kralj (* 1204)
- 21. september:
  - Lembitu iz Lehole, estonski poganski vojskovodja
  - Kaupo iz Troaidaja, livonijski krščanski vojskovodja
- 24. avgust - Evstahij Menih, francoski pirat (* 1170)
- 14. oktober - Izabela, grofica Gloucester, angleška kraljica (* 1173)
- 19. november - Ibn Džubair, andaluzijski geograf in popotnik (* 1145)
- Aleksander iz Neckhama, angleški avguštinski menih, slovničar, teolog in filozof (* 1157)
- David iz Dinanta, francoski filozof, panteist (* 1160)
- Juda ben Samuel iz Regensburga, nemški judovski filozof, mistik (* 1140)
- Marija Komnena, jeruzalemska kraljica, soproga Amalrika I., ibelinska baronica (* 1154)
- Teodor Branas, bizantinski general, kasneje latinski (* 1169)